# Невротическая личность нашего времени
Невротическая личность нашего времени — научно-популярная книга известного психолога Карен Хорни, впервые изданная в 1937 году в США. Начавшая изучать психоанализ с 1913 года, доктор медицины Хорни в 1932 году переехала из Германии в США, где опубликовала свои основные теоретические работы «Невротическая личность нашего времени» (1937) и «Новые пути в психоанализе» (1939). В своих трудах она утверждала, что условия окружающей среды и социальные условия, а не инстинктивные или биологические побуждения, описанные Фрейдом, во многом определяют личность и являются основными причинами неврозов и расстройств личности.
Одними из главных невротических наклонностей Хорни считала компульсивную потребность в любви и компульсивное стремление к власти. (это грубая ошибка. Хорни пишет, что так считает Фрейд и что она, Хорни с Фрейдом в этом категорически не согласна) наклонностей обычно есть функция (скрытая выгода), в конечном счёте, она сводится к снятию или смягчению тревожности конкретной личности. Хорни ввела понятие «центрального внутреннего конфликта» как конфликта между «реальным» и «идеальным».
«Невротическая личность нашего времени» (1937)— системное описание невроза. В книге последовательно изложен большой объём различных причинно-следственных связей. Основные темы — тревога, враждебность, компульсивное стремление к любви и к власти, невротическое чувство вины.
В России «Невротическая личность нашего времени», «Наши внутренние конфликты», «Невроз и рост личности», «Самоанализ», «Новые пути в психоанализе» и «Психология женщины» вышли в 2006—2009 гг. в издательстве «Академический проект».
Функция психотерапии, согласно теории личности Карен Хорни, помочь человеку понять самого себя и сформировать более адекватное представление о себе. Её роль в развитии социологической школы психоанализа признается большинством исследователей. Книга переведена на множество языков и продолжает издаваться в разных странах.

## Основное содержание

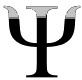
Неофициальный символ психоанализа

Книга Карен Хорни «Невротическая личность нашего времени» состоит из 15 глав, посвященных описанию живущего в нашем мире и страдающего неврозом человеке, с его переживаниями и конфликтами и «многочисленными затруднениями во взаимоотношениях с людьми, а также и в отношении самого себя».
Хорни называет «невротической личностью» такую личность, реакция которой явно не соответствует имеющейся угрозе. Она сосредоточила свое внимание на описании структуры характера такой личности, существующих в данное время конфликтов невротика и попыткам их решения, его насущных тревог и созданных от них защитам. Книга по замыслу автора предназначена для широкого круга читателей, в том числе для самих «невротиков». Хорни, в отличие от Фрейда считала, что человек может изменяться и продолжать свое развитие в течение жизни, поэтому не существует фатальной обреченности на невроз.
Каждый человек является заложником собственного характера, основы которого уже заложены при рождении. Имея определенную психологическую предрасположенность к спонтанным и необдуманным поступкам (повышенному тону общения, нападкам, агрессивности и вспыльчивости), заявляет Хорни, человек может развить отрицательные умения или наоборот- стремиться контролировать их.
Теория неврозов, изложенная Хорни в «Невротической личности нашего времени» и других трудах, описывает признаки, структуру, свойства, причины развития невротической личности, симптомы невротизма, включает в себя и метод избавления от невроза— реконструкцию невротической личности.
В главе первой «Культурный и психологический аспект понимания неврозов» учёный подчеркивает доминирующее влияние общества, социального окружения на развитие личности человека. Невроз, по мнению Хорни, предполагает отклонение от принятых в данном обществе, в данный период образцов.
Карен Хорни исходила из того, что в структуре личности доминируют бессознательное чувство тревоги, беспокойства, которое называла чувством коренной (базальной) тревоги (3, 4, 5 главы книги).
Хорни исследует различные проявления личностных качеств, присущие людям, например: враждебность, соперничество, стремление к престижу, страх, различные потребности. Все эти проявления могут по каким-то причинам вытесняться, вследствие чего появляется тревожность, которая и приводит к развитию неврозов.
Хорни выделяет три основных вида защиты, в основе которых лежит удовлетворение определенных невротических потребностей. При отклонениях одна из них начинает доминировать, приводя к развитию у человека того или иного невротического комплекса.
Схема появления тревожности на протяжении всей книги исследуется в применении к различным жизненным процессам: любви и привязанности (главы 3,4,5), стремлению к власти и обладанию (глава 10), соперничеству (главы 11, 12), чувству вины (глава 13) и др. Эта ситуация, утверждает Хорни, состоит из следующих этапов:
1 этап— Возникает желание какого-либо действия, исполнение которого явно или неявно противоречит каким-либо другим установкам.
2 этап— Оформляется конфликт, ему придаётся особое значение.
3 этап— Либо как следствие конфликта, либо как следствие его вытеснения формируется тревожность.
4 этап— Постоянная тревожность приводит к формированию невроза.
5 этап— Развивающийся невроз способствует зарождению новых опасных желаний, провоцирует конфликты, ускоряет развитие новой тревожности.
Получается своего рода порочный круг, и как результат невротик- всегда страдающее лицо, хотя он может этого не осознавать, уверенно заявляет Карен Хорни.
Особое внимание уделяет психоаналитик в данной книге (глава 14) смыслу невротического страдания (проблеме мазохизма).
Страдание становится, по наблюдениям Хорни, средством достижения определённых целей (удовлетворения) через отказ от своего «Я».
Невротиком может стать такой человек, который пережил обусловленные культурой трудности в обостренной форме и вследствие этого оказался неспособен их разрешить или разрешил их ценой большого ущерба для своей личности, утверждает психоаналитик в своей книге.
В целом, человек настроен на защиту своей невротической структуры, это может проявляться посредством возникновения иллюзий, самообмана или обмана других утверждает психолог. Именно поэтому истинные невротики тщательно пытаются избежать терапевтического вмешательства считают специалисты.
Неврозы являются той ценой, которую приходится платить человечеству за культурное развитие— к такому выводу приходит Карин Хорни в результате своих многолетних наблюдений.
Функция психотерапии по Карен Хорни в том, чтобы помочь человеку понять самого себя и сформировать более адекватное представление о себе.
Сегодня работы Карен Хортни несколько отошли на второй план, и современные психологи утверждают, что по данным её исследований нет ни опровержений, ни подтверждений.
Но подход Хорни к понятию психологической защиты оказал влияние на позиции современной психологии и её роль в развитии социологической школы признается большинством исследователей.

## Об авторе

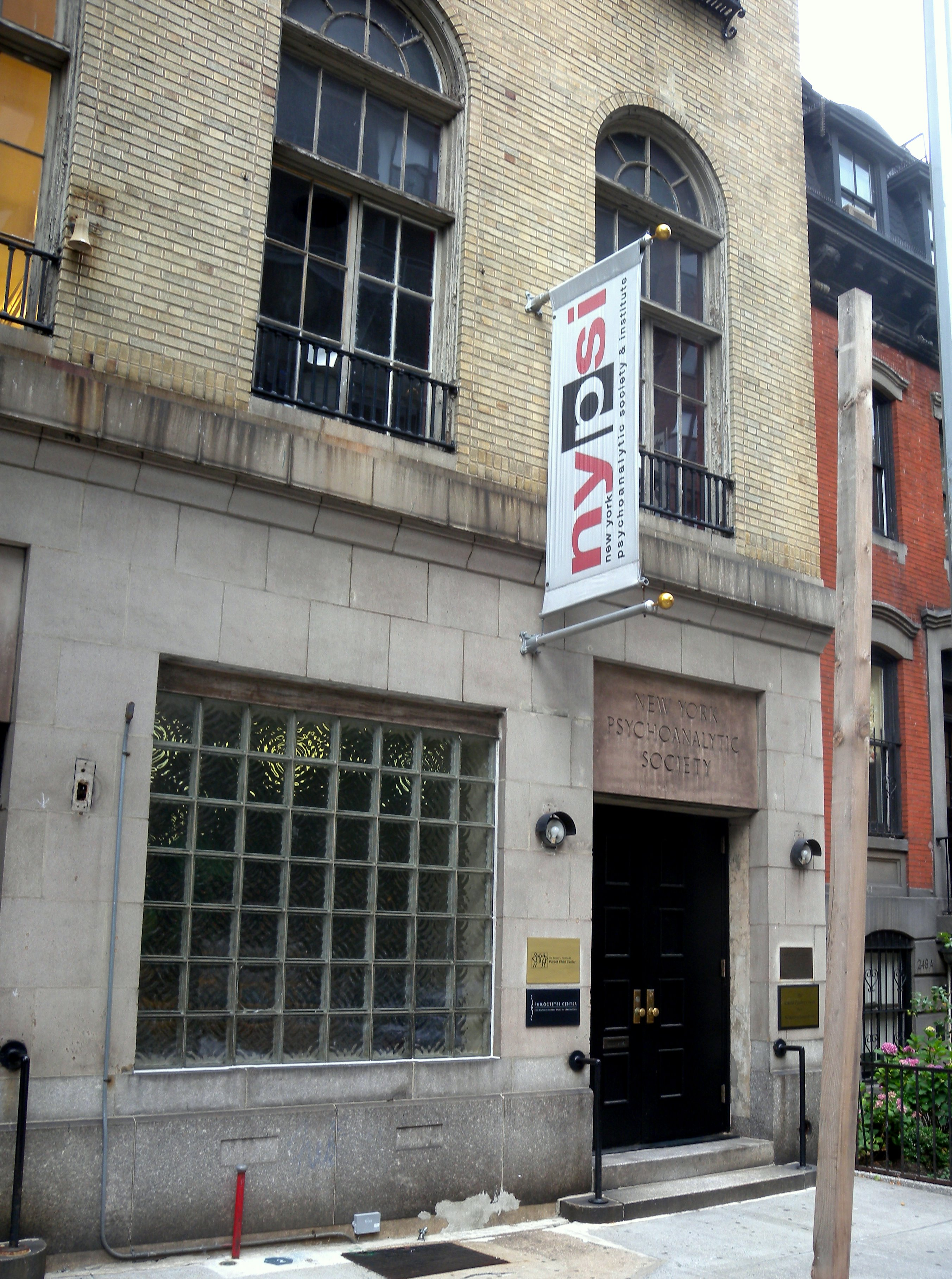
Нью-Йоркское психоаналитическое общество на 82-й улице

Карен Хорни (1885—1952) родилась 16 сентября 1885 года под Гамбургом в Германии. Карен Даниэльсен изучала медицину в университетах Фрайбурга, Геттингена и Берлина, получила в 1911 году степень доктора медицины. С 1913 по 1915 год она изучала и занималась анализом у Карла Абрахама. С 1915 по 1920 год она занималась психиатрической работой в берлинских больницах, а в 1920 году стала преподавателем Берлинского психоаналитического института.
С начала 20-х годов Карен Хорни начала открыто критиковать некоторые идеи Фрейда, прежде всего за то, что он воспринимает женщин как неполноценных мужчин и переносит результаты наблюдений за своими пациентками на всех женщин.
В 1932 году Хорни переехала в Соединенные Штаты, стала заместителем директора Института психоанализа в Чикаго. С 1934 года жила в Нью-Йорке, занималась частной практикой и преподавала в Новой школе социальных исследований, написала свои основные теоретические работы: «Невротическая личность нашего времени» (1937) и «Новые пути в психоанализе» (1939).
Ее отказ придерживаться строгой теории Фрейда стал причиной исключения Хорни из Нью-Йоркского психоаналитического института. В 1941 году она основала Американский институт психоанализа, затем «Американский журнал психоанализа». После её смерти в Нью-йорке была открыта клиника Карен Хорни (1955).
Умерла 4 декабря 1952 года, в Нью-Йорке.

## Отзывы
Доктор философии в области социальной психологии в Гарвардском университетеРоберт Фрейджер:
«
Карен Хорни, вероятно, первый представитель того направления, которое теперь известно как гуманистический психоанализ. Ее теория и теория Абрахама Маслоу, на которого Хорни значительно повлияла, дополняют друг друга. В основе обеих теорий лежит концепция реального „я“ (realself), и цель человеческой жизни состоит в его реализации. Хорни обращает внимание на то, что происходит, когда мы отделяемся от своих реальных „я“ из-за патогенного окружения.»
Старовойтов Владимир Васильевич, кандидат философских наук, старший научный сотрудник института философии РАН:
«Концепции К. Хорни породили ряд критических высказываний. В частности, польско-американский психоаналитик Герард Хржановский пишет об априорной негативной оценке со стороны К. Хорни роли невротических родителей, при полном игнорировании ею динамики семей ных отношений, а также биологической основы, которая есть у каждого человека. Он также говорит о том, что для Хорни, по сути, „существуют лишь два пути развития, один из которых ведет к здоровью, а другой— к неврозу“. Профессор Мичиганского университета Г.Блюм отмечает поверхностный характер проведенного К. Хорни разграничения между нормальным человеком и невротиком»
.